# کاخ فرمانداری کوئوپیو

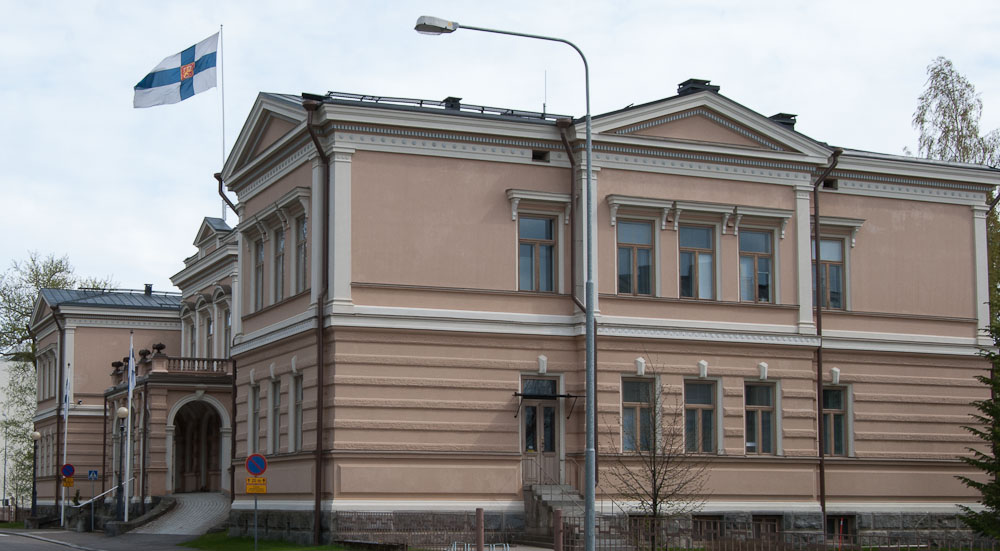
کاخ فرمانداری کوئوپیو در سال ۲۰۱۲

کاخ فرمانداری کوئوپیو (انگلیسی: Kuopio Governor Palace) یا «دفتر ایالتی و استانی کووپیو» (فنلاندی: Kuopion lääninhallitusrakennus) یک ساختمان دولتی سابق در کوئوپیو، فنلاند است که در منطقه وینولن‌نیمی در خیابان هالیتوس‌کاتو در مجاورت پارک‌های کوئوپیون‌لاهتی و واینولانیمی واقع شده است. این بنا توسط معمار کنستانتین کیسلف طراحی شده است که نقشه ساختمان را در سال ۱۸۸۲ تکمیل کرد. کارکنان هیئت اداری استان کوئوپیو در سال ۱۸۸۵ به این ساختمان نقل مکان کردند. این بنا نمایانگر سبک معماری معماری احیای رنسانس است. این ساختمان از بیرون و داخل کاملاً محافظت می‌شود. این ساختمان متعلق به شرکت دولتی املاک سنا است و دفتر سازمان اداری ایالتی منطقه‌ای برای شرق فنلاند در آن قرار دارد.
دولت ایالتی در طرح شهر ۱۸۶۰، مکان فعلی خود را در حاشیه پارک پیسپان‌پوئیستو رزرو کرده بود. اولین نقشه‌های خانه توسط معمار ارنست لورمن در سال ۱۸۶۵ کشیده شد. با این حال، این نقشه‌ها، مانند بسیاری از نقشه‌های بعدی دیگر، محقق نشدند.
شکوه ساختمان، نشان دهنده موقعیتی است که فرماندار در زمان تکمیل ساختمان داشته است. علاوه بر ساختمان اصلی باشکوه، این مجموعه شامل ساختمان‌های یک طبقه ساخته شده در کناره‌ها است که بعداً ساخته و ادامه یافتند. این مجموعه همچنین شامل یک باغ بزرگ با آلاچیق‌هایی بود که تا سواحل رودخانه کوئوپیون‌لاهتی امتداد داشتند.